# Duranta mutisii
Duranta mutisii là một loài thực vật có hoa trong họ Cỏ roi ngựa. Loài này được L.f. mô tả khoa học đầu tiên năm 1782.